# Ґути (Олецький повіт)
Ґути (пол. Guty, нім. Gutten) — село в Польщі, у гміні Велички Олецького повіту Вармінсько-Мазурського воєводства.
Населення — 55 осіб (2011).
У 1975-1998 роках село належало до Сувальського воєводства.

## Демографія
Демографічна структура станом на 31 березня 2011 року:
|          | Загалом | Допрацездатний вік | Працездатний вік | Постпрацездатний вік |
| -------- | ------- | ------------------ | ---------------- | -------------------- |
| Чоловіки | 27      | 3                  | 20               | 4                    |
| Жінки    | 28      | 10                 | 14               | 4                    |
| Разом    | 55      | 13                 | 34               | 8                    |